# Tetragnatha rava
Espèce
Tetragnatha rava est une espèce d'araignées aranéomorphes de la famille des Tetragnathidae.

## Distribution
Cette espèce est endémique de Tahiti dans les îles de la Société en Polynésie française,. Elle se rencontre vers 650 m d'altitude sur le mont Teatara.

## Description
Le mâle holotype mesure 8,2 mm et la femelle paratype 11,0 mm.

## Publication originale
- Gillespie, 2003 : Spiders of the genus Tetragnatha (Araneae: Tetragnathidae) in the Society Islands. Journal of Arachnology, vol. 31, p. 157-172 (texte intégral).